# Gaspé (circonscription provinciale)
Pour les articles homonymes, voir Gaspé.
Circonscription électorale provinciale du Canada
Gaspé est une circonscription électorale provinciale du Québec et un ancien district électoral du Québec. 

## Historique
Le district électoral de Gaspé a été créé en 1867 lors de la fondation de la fédération canadienne. Il existait toutefois depuis le début du parlementarisme au Bas-Canada en 1792. Le district de Gaspé a existé jusqu'en 1931, année où il est divisé en deux districts : Gaspé-Nord et Gaspé-Sud. Ils sont regroupés à nouveau lors de la réforme de la carte électorale de 1972. La circonscription de Gaspé est modifiée en 1992 pour des modifications mineures et en 2001 où elle intègre 1 527 électeurs de la circonscription de Bonaventure.
En 2011, la réforme de la carte électorale provinciale provoque la disparition de la circonscription de Matane. La nouvelle circonscription de Gaspé comprend depuis lors le territoire de la Haute-Gaspésie (dans la défunte circonscription de Matane jusqu'aux élections de 2012), mais la ville de Chandler (au sud) est maintenant rattachée à la circonscription de Bonaventure.

## Territoire et limites
Depuis 2011, la circonscription comprend les municipalités suivantes :
- Cap-Chat
- Cloridorme
- Gaspé
- Grande-Rivière
- Grande-Vallée
- La Martre
- Marsoui
- Mont-Saint-Pierre
- Murdochville
- Percé
- Petite-Vallée
- Rivière-à-Claude
- Sainte-Anne-des-Monts
- Sainte-Madeleine-de-la-Rivière-Madeleine
- Saint-Maxime-du-Mont-Louis
- Sainte-Thérèse-de-Gaspé

Elle comprend également les territoires non organisés de :
- Collines-du-Basque
- Coulée-des-Adolphe
- Mont-Albert
- Mont-Alexandre
- Rivière-Saint-Jean

## Liste des députés
| Législature                            | Années       | Député                | Député                    | Parti            |
| -------------------------------------- | ------------ | --------------------- | ------------------------- | ---------------- |
| Gaspé                                  |              |                       |                           |                  |
| 1e                                     | 1867–1871    |                       | Pierre Fortin             | Conservateur     |
| 2e                                     | 1871–1875    |                       | Pierre Fortin             | Conservateur     |
| 3e                                     | 1875–1878    |                       | Pierre Fortin             | Conservateur     |
| 4e                                     | 1878–1879    |                       | Edmund James Flynn        | Libéral          |
| 4e                                     | 1879–1881    |                       | Edmund James Flynn        | Conservateur     |
| 5e                                     | 1881–1886    |                       | Edmund James Flynn        | Conservateur     |
| 6e                                     | 1886–1890    |                       | Edmund James Flynn        | Conservateur     |
| 7e                                     | 1890–1892    |                       | Achille-Ferdinand Carrier | Libéral          |
| 8e                                     | 1892–1897    |                       | Edmund James Flynn        | Conservateur     |
| 9e                                     | 1897–1900    |                       | Edmund James Flynn        | Conservateur     |
| 10e                                    | 1900–1904    |                       | Xavier Kennedy            | Libéral          |
| 11e                                    | 1904–1908    | Louis-Joseph Lemieux  |                           | Libéral          |
| 12e                                    | 1908–1910    | Louis-Joseph Lemieux  |                           | Libéral          |
| 12e                                    | 1910–1912    | Joseph-Léonide Perron |                           | Libéral          |
| 13e                                    | 1912–1916    | Gustave Lemieux       |                           | Libéral          |
| 14e                                    | 1916–1919    | Gustave Lemieux       |                           | Libéral          |
| 15e                                    | 1919–1923    | Gustave Lemieux       |                           | Libéral          |
| 16e                                    | 1923–1927    | Gustave Lemieux       |                           | Libéral          |
| 17e                                    | 1927–1931    | Gustave Lemieux       |                           | Libéral          |
| Dissoute dans Gaspé-Nord et Gaspé-Sud  |              |                       |                           |                  |
| Recréée depuis Gaspé-Nord et Gaspé-Sud |              |                       |                           |                  |
| 30e                                    | 1973–1976    |                       | Guy Fortier               | Libéral          |
| 31e                                    | 1976–1981    |                       | Michel Le Moignan         | Union nationale  |
| 32e                                    | 1981–1985    |                       | Henri Lemay               | Parti québécois  |
| 33e                                    | 1985–1989    |                       | André Beaudin             | Libéral          |
| 34e                                    | 1989–1994    |                       | André Beaudin             | Libéral          |
| 35e                                    | 1994–1998    |                       | Guy Lelièvre              | Parti québécois  |
| 36e                                    | 1998–2003    |                       | Guy Lelièvre              | Parti québécois  |
| 37e                                    | 2003–2007    |                       | Guy Lelièvre              | Parti québécois  |
| 38e                                    | 2007–2008    |                       | Guy Lelièvre              | Parti québécois  |
| 39e                                    | 2008–2012    |                       | Georges Mamelonet         | Libéral          |
| 40e                                    | 2012–2014    |                       | Gaétan Lelièvre           | Parti québécois  |
| 41e                                    | 2014–2017    |                       | Gaétan Lelièvre           | Parti québécois  |
| 41e                                    | 2017–2018    |                       | Gaétan Lelièvre           | Indépendant      |
| 42e                                    | 2018–2022    |                       | Méganne Perry Mélançon    | Parti québécois  |
| 43e                                    | 2022–présent |                       | Stéphane Sainte-Croix     | Coalition avenir |

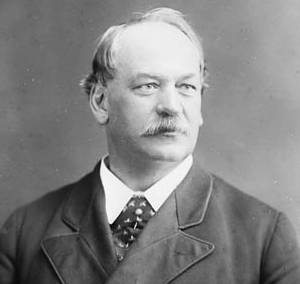
Pierre Fortin est député de Gaspé de 1867 à 1878 pour le Parti conservateur.
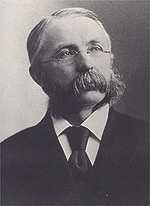
Edmund James Flynn est député de Gaspé de 1878 à 1879 pour le Parti libéral, de 1879 à 1890 et de 1892 à 1900 pour le Parti conservateur. Il est premier ministre du Québec de 1896 à 1897.
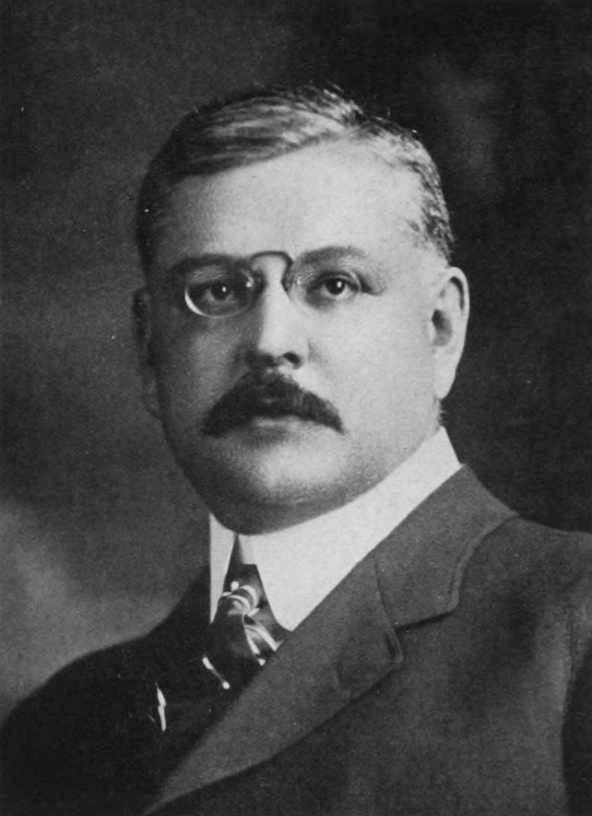
Joseph-Leonide Perron est député de Gaspé de 1910 à 1912 pour le Parti libéral.
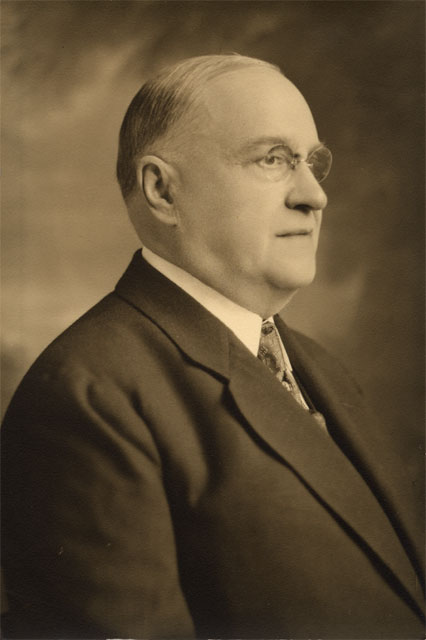
Gustave Lemieux est député de Gaspé de 1912 à 1931 pour le Parti libéral.
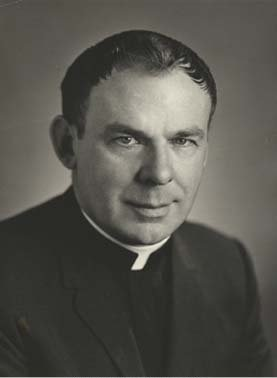
Michel Le Moignan est député de Gaspé de 1976 à 1981 pour l'Union nationale. Il est chef intérimaire du parti entre 1980 et 1981.
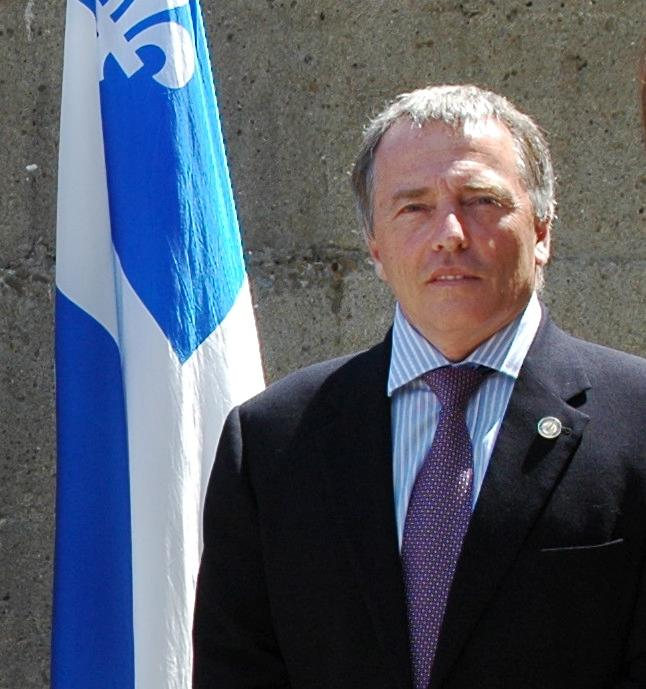
Georges Mamelonet est député de Gaspé de 2008 à 2012 pour le Parti libéral.

## Résultats électoraux
| |
| - Parti libéral - Parti québécois - Union nationale (ancien) - Crédit social (ancien) - Action démocratique (ancien) - Québec solidaire - Coalition avenir - Parti conservateur |

|                                                                                             | Nom                               | Parti            | Nombre de voix | %      | Maj. |
| ------------------------------------------------------------------------------------------- | --------------------------------- | ---------------- | -------------- | ------ | ---- |
|                                                                                             | Stéphane Sainte-Croix             | Coalition avenir | 7 542          | 41,4 % | 710  |
|                                                                                             | Méganne Perry Mélançon (sortante) | Parti québécois  | 6 832          | 37,5 % | -    |
|                                                                                             | Yv Bonnier Viger                  | Québec solidaire | 1 634          | 9 %    | -    |
|                                                                                             | Michel Marin                      | Libéral          | 1 255          | 6,9 %  | -    |
|                                                                                             | Pier-Luc Bouchard                 | Conservateur     | 956            | 5,2 %  | -    |
| Total                                                                                       | Total                             | Total            | 18 219         | 100 %  |      |
| Le taux de participation lors de l'élection était de 61 % et 185 bulletins ont été rejetés. |                                   |                  |                |        |      |

|                                                                                               | Nom                    | Parti            | Nombre de voix | %      | Maj. |
| --------------------------------------------------------------------------------------------- | ---------------------- | ---------------- | -------------- | ------ | ---- |
|                                                                                               | Méganne Perry Mélançon | Parti québécois  | 6 003          | 33,4 % | 41   |
|                                                                                               | Alexandre Boulay       | Libéral          | 5 962          | 33,2 % | -    |
|                                                                                               | Louis LeBouthillier    | Coalition avenir | 3 521          | 19,6 % | -    |
|                                                                                               | Alexis Dumont-Blanchet | Québec solidaire | 2 482          | 13,8 % | -    |
| Total                                                                                         | Total                  | Total            | 17 968         | 100 %  |      |
| Le taux de participation lors de l'élection était de 60,8 % et 297 bulletins ont été rejetés. |                        |                  |                |        |      |

|                                                                                               | Nom                       | Parti            | Nombre de voix | %      | Maj.  |
| --------------------------------------------------------------------------------------------- | ------------------------- | ---------------- | -------------- | ------ | ----- |
|                                                                                               | Gaétan Lelièvre (sortant) | Parti québécois  | 10 026         | 52 %   | 3 513 |
|                                                                                               | Annie St-Onge             | Libéral          | 6 513          | 33,8 % | -     |
|                                                                                               | Yvan Blanchard            | Coalition avenir | 1 192          | 6,2 %  | -     |
|                                                                                               | Daniel Leboeuf            | Québec solidaire | 989            | 5,1 %  | -     |
|                                                                                               | Catherine Beau-Ferron     | Parti nul        | 255            | 1,3 %  | -     |
|                                                                                               | Frédérick Deroy           | Option nationale | 194            | 1 %    | -     |
|                                                                                               | Christian Rioux           | Conservateur     | 99             | 0,5 %  | -     |
| Total                                                                                         | Total                     | Total            | 19 268         | 100 %  |       |
| Le taux de participation lors de l'élection était de 63,1 % et 210 bulletins ont été rejetés. |                           |                  |                |        |       |

|                                                                                               | Nom                         | Parti            | Nombre de voix | %      | Maj.  |
| --------------------------------------------------------------------------------------------- | --------------------------- | ---------------- | -------------- | ------ | ----- |
|                                                                                               | Gaétan Lelièvre             | Parti québécois  | 11 825         | 56,8 % | 5 972 |
|                                                                                               | Georges Mamelonet (sortant) | Libéral          | 5 853          | 28,1 % | -     |
|                                                                                               | Yvan Blanchard              | Coalition avenir | 1 971          | 9,5 %  | -     |
|                                                                                               | Éric Boucher                | Québec solidaire | 779            | 3,7 %  | -     |
|                                                                                               | Frédérick DeRoy             | Option nationale | 395            | 1,9 %  | -     |
| Total                                                                                         | Total                       | Total            | 20 823         | 100 %  |       |
| Le taux de participation lors de l'élection était de 67,6 % et 207 bulletins ont été rejetés. |                             |                  |                |        |       |

|                                                                                               | Nom                  | Parti               | Nombre de voix | %      | Maj.  |
| --------------------------------------------------------------------------------------------- | -------------------- | ------------------- | -------------- | ------ | ----- |
|                                                                                               | Georges Mamelonet    | Libéral             | 8 947          | 56,2 % | 2 662 |
|                                                                                               | Annie Chouinard      | Parti québécois     | 6 285          | 39,5 % | -     |
|                                                                                               | Marcelle Guay        | Action démocratique | 499            | 3,1 %  | -     |
|                                                                                               | Simon Tremblay-Pépin | Québec solidaire    | 175            | 1,1 %  | -     |
| Total                                                                                         | Total                | Total               | 15 906         | 100 %  |       |
| Le taux de participation lors de l'élection était de 58,2 % et 156 bulletins ont été rejetés. |                      |                     |                |        |       |

|                                                                                             | Nom                    | Parti               | Nombre de voix | %      | Maj. |
| ------------------------------------------------------------------------------------------- | ---------------------- | ------------------- | -------------- | ------ | ---- |
|                                                                                             | Guy Lelièvre (sortant) | Parti québécois     | 7 662          | 41 %   | 640  |
|                                                                                             | Georges Mamelonet      | Libéral             | 7 022          | 37,5 % | -    |
|                                                                                             | Bruno Cloutier         | Action démocratique | 3 162          | 16,9 % | -    |
|                                                                                             | Annie Chouinard        | Québec solidaire    | 858            | 4,6 %  | -    |
| Total                                                                                       | Total                  | Total               | 18 704         | 100 %  |      |
| Le taux de participation lors de l'élection était de 68 % et 185 bulletins ont été rejetés. |                        |                     |                |        |      |

|                                                                                               | Nom                    | Parti               | Nombre de voix | %      | Maj. |
| --------------------------------------------------------------------------------------------- | ---------------------- | ------------------- | -------------- | ------ | ---- |
|                                                                                               | Guy Lelièvre (sortant) | Parti québécois     | 9 033          | 47,4 % | 981  |
|                                                                                               | Johnny Gérard          | Libéral             | 8 052          | 42,3 % | -    |
|                                                                                               | Denis Paradis          | Action démocratique | 1 743          | 9,1 %  | -    |
|                                                                                               | Luc-Reno Fournier      | Vert                | 227            | 1,2 %  | -    |
| Total                                                                                         | Total                  | Total               | 19 055         | 100 %  |      |
| Le taux de participation lors de l'élection était de 68,7 % et 167 bulletins ont été rejetés. |                        |                     |                |        |      |

|                                                                                               | Nom                    | Parti               | Nombre de voix | %      | Maj.  |
| --------------------------------------------------------------------------------------------- | ---------------------- | ------------------- | -------------- | ------ | ----- |
|                                                                                               | Guy Lelièvre (sortant) | Parti québécois     | 11 047         | 50,4 % | 1 252 |
|                                                                                               | Claude Cyr             | Libéral             | 9 795          | 44,7 % | -     |
|                                                                                               | Annie Fortier          | Action démocratique | 1 072          | 4,9 %  | -     |
| Total                                                                                         | Total                  | Total               | 21 914         | 100 %  |       |
| Le taux de participation lors de l'élection était de 74,6 % et 235 bulletins ont été rejetés. |                        |                     |                |        |       |

|                                                                                               | Nom            | Parti               | Nombre de voix | %      | Maj.  |
| --------------------------------------------------------------------------------------------- | -------------- | ------------------- | -------------- | ------ | ----- |
|                                                                                               | Guy Lelièvre   | Parti québécois     | 11 410         | 53,4 % | 3 377 |
|                                                                                               | John Carberry  | Libéral             | 8 033          | 37,6 % | -     |
|                                                                                               | Bruno Cloutier | Action démocratique | 1 774          | 8,3 %  | -     |
|                                                                                               | Manon Isabelle | Loi naturelle       | 156            | 0,7 %  | -     |
| Total                                                                                         | Total          | Total               | 21 373         | 100 %  |       |
| Le taux de participation lors de l'élection était de 73,5 % et 274 bulletins ont été rejetés. |                |                     |                |        |       |

|                                                                                               | Nom                     | Parti           | Nombre de voix | %      | Maj.  |
| --------------------------------------------------------------------------------------------- | ----------------------- | --------------- | -------------- | ------ | ----- |
|                                                                                               | André Beaudin (sortant) | Libéral         | 11 287         | 51 %   | 1 937 |
|                                                                                               | Danielle Doyer          | Parti québécois | 9 350          | 42,2 % | -     |
|                                                                                               | Howard Miller           | Parti Unité     | 1 160          | 5,2 %  | -     |
|                                                                                               | Yvon Dubé               | Indépendant     | 334            | 1,5 %  | -     |
| Total                                                                                         | Total                   | Total           | 22 131         | 100 %  |       |
| Le taux de participation lors de l'élection était de 71,4 % et 252 bulletins ont été rejetés. |                         |                 |                |        |       |

|                                                                                               | Nom                   | Parti               | Nombre de voix | %      | Maj.  |
| --------------------------------------------------------------------------------------------- | --------------------- | ------------------- | -------------- | ------ | ----- |
|                                                                                               | André Beaudin         | Libéral             | 13 880         | 57,7 % | 4 000 |
|                                                                                               | Henri Lemay (sortant) | Parti québécois     | 9 880          | 41,1 % | -     |
|                                                                                               | Gilles Paradis        | Socialisme chrétien | 290            | 1,2 %  | -     |
| Total                                                                                         | Total                 | Total               | 24 050         | 100 %  |       |
| Le taux de participation lors de l'élection était de 74,5 % et 292 bulletins ont été rejetés. |                       |                     |                |        |       |

|                                                                                               | Nom                         | Parti           | Nombre de voix | %      | Maj.  |
| --------------------------------------------------------------------------------------------- | --------------------------- | --------------- | -------------- | ------ | ----- |
|                                                                                               | Henri Lemay                 | Parti québécois | 12 136         | 47,1 % | 1 232 |
|                                                                                               | Robert Pidgeon              | Libéral         | 10 904         | 42,3 % | -     |
|                                                                                               | Michel Le Moignan (sortant) | Union nationale | 2 739          | 10,6 % | -     |
| Total                                                                                         | Total                       | Total           | 25 779         | 100 %  |       |
| Le taux de participation lors de l'élection était de 81,1 % et 144 bulletins ont été rejetés. |                             |                 |                |        |       |

|                                                                                             | Nom                   | Parti                 | Nombre de voix | %      | Maj. |
| ------------------------------------------------------------------------------------------- | --------------------- | --------------------- | -------------- | ------ | ---- |
|                                                                                             | Michel Le Moignan     | Union nationale       | 8 305          | 34,5 % | 420  |
|                                                                                             | Guy Fortier (sortant) | Libéral               | 7 885          | 32,8 % | -    |
|                                                                                             | Jules Bélanger        | Parti québécois       | 7 630          | 31,7 % | -    |
|                                                                                             | Mario Gagnon          | Ralliement créditiste | 233            | 1 %    | -    |
| Total                                                                                       | Total                 | Total                 | 24 053         | 100 %  |      |
| Le taux de participation lors de l'élection était de 82 % et 319 bulletins ont été rejetés. |                       |                       |                |        |      |

|                                                                                               | Nom                   | Parti                 | Nombre de voix | %      | Maj.  |
| --------------------------------------------------------------------------------------------- | --------------------- | --------------------- | -------------- | ------ | ----- |
|                                                                                               | Guy Fortier (sortant) | Libéral               | 13 004         | 62,2 % | 6 949 |
|                                                                                               | Claude Allard         | Parti québécois       | 6 055          | 29 %   | -     |
|                                                                                               | Bertrand Gaudreau     | Union nationale       | 1 141          | 5,5 %  | -     |
|                                                                                               | Wilfrid Bérubé        | Ralliement créditiste | 690            | 3,3 %  | -     |
| Total                                                                                         | Total                 | Total                 | 20 890         | 100 %  |       |
| Le taux de participation lors de l'élection était de 75,7 % et 296 bulletins ont été rejetés. |                       |                       |                |        |       |

## Référendums
|  | Référendum                     | % du OUI | % du NON | Taux de participation |
|  | Référendum de 1980             | 41,12 %  | 58,88 %  | 81,40 %               |
|  | Accord de Charlottetown (1992) | 40,85 %  | 59,15 %  | 72,36 %               |
|  | Référendum de 1995             | 58,50 %  | 41,50 %  | 89,64 %               |